# 郡司莉子
郡司 莉子（ぐんじ りこ、2002年7月31日 - ）は、日本の女子バドミントン選手。2019年に、日本人3人目となる世界ジュニア選手権女子シングルス制覇を達成した。

## 経歴
2002年7月31日、生まれる。
2009年4月1日、海老名市立大谷小学校入学。1年生の時、チームイシバジャパン（多摩市）で競技生活を開始。2年生在籍中の2010年8月、八代市で開催された第11回全国小学生ABCバドミントン大会のCグループ（1・2年生）で優勝。4年生と6年生のときにも全国大会で優勝している。
2015年4月1日、海老名市立大谷中学校入学。1年生のときU-16ジュニアナショナルチームに選抜される。2016年9月、全日本ジュニア選手権ジュニア新人の部で優勝。10月、クドゥス（インドネシア中部ジャワ州）で開催されたアジア・ジュニア選手権でBest4に残る。
2018年4月1日、八代白百合学園高等学校入学。8月、平成30年度全国高等学校総合体育大会に県選手団の一員として出場。女子シングルスの準決勝で敗れ、全国第3位の記録を残す。9月、長野市で行われたJOCジュニアオリンピックカップ第37回全日本ジュニアバドミントン選手権大会のジュニアの部優勝。
2019年3月27日、ひたちなか市総合体育館で行われた第47回全国高校選抜の女子シングルスで栗原あかり（西武台千葉高等学校）を破り優勝。この年、北ホラント州ハールレムで行われたオランダジュニア選手権大会2018の女子シングルス優勝している。
2019年8月5日、令和元年度全国高等学校総合体育大会の女子シングルスで優勝。
2019年10月13日、タタールスタン共和国カザンで開催された2019年世界ジュニアバドミントン選手権大会に出場。女子シングルス決勝で中国の周萌を破って優勝。
2020年11月25日、再春館製薬所は翌年度から同社バドミントン部に郡司らが加入すると発表。
2023年と2025年には日本バドミントン協会によってバドミントン日本代表（ナショナルチーム）に選出されている。

## 戦績
（出典:）
2018年
- 全日本ジュニアバドミントン選手権大会 - シングルス優勝

2019年
- 世界ジュニア選手権大会 - シングルス優勝
- 全国高等学校バドミントン選手権大会 - シングルス優勝

2021年
- ベルギーインターナショナル - シングルス優勝

2022年
- メキシコインターナショナルチャレンジ - シングルス優勝
- アイリッシュオープン - シングルス優勝
- ノルウェーインターナショナルシリーズ - シングルス準優勝
- インドネシアマスターズ - シングルス準優勝
- インドネシアインターナショナルチャレンジ - シングルス準優勝
- サン・ドニ　レユニオンオープン - シングルス優勝

2023年
- カオシュンマスターズ - シングルス準優勝

2024年
- マレーシアインターナショナルチャレンジ - シングルス優勝
- 全日本社会人 - シングルス優勝
- インドネシアスーパーⅠ - シングルス優勝
- サイパンオープン - シングルス優勝
- デンマークチャレンジ - シングルス準優勝
- ルクセンブルグオープン - シングルス準優勝
- TOYOTAインターナショナルチャレンジ - シングルス準優勝